# 須原屋
株式会社須原屋（すはらや）は、埼玉県さいたま市浦和区仲町に本店を置く書店チェーン。江戸時代の版元須原屋茂兵衛の流れをくむ。創業約140年が経過し、県都である浦和や埼玉県を代表する老舗書店として知られている。本店は地下1階から2階（以前は4階）までのフロアがあり、8つの支店を持つ埼玉県内最大級の書店となっている。

## 会社概要
- 代表取締役：高野隆
- 創業：1876年（明治9年）11月11日
- 資本金：1,000万円
- 従業員数：約130名
- 徳川吉宗の時代に和歌山県の栖原村から江戸に出て本屋をはじめた出身者が須原屋の屋号を用いた事に由来する。

## 沿革
- 1876年（明治 9年）11月11日 - 初代高野幸吉が浦和宿に浅草芧町の須原屋伊八の貸店舗として創業。埼玉県師範学校の教員のための書籍の出版・販売も行っていた。
- 1904年（明治37年） - 高野保平2代目社長に就任
- 1923年（大正12年） - 店舗新築（2代目）。
- 1944年（昭和19年） - 太平洋戦争激化のため休業状態に入る。
- 1947年（昭和22年） - 高野嗣男が3代目社長となり、売り場5坪の店として再スタート。
- 1950年（昭和25年） - 株式会社須原屋書店に組織変更。
- 1957年（昭和32年） - 商号を株式会社須原屋に変更。店舗新築（3代目）。
- 1972年（昭和47年） - 現在の店舗兼本社が完成（4代目）。
- 1977年（昭和52年） - 蕨店を開店。
- 1981年（昭和56年） - 浦和コルソ4階にコルソ店を開店。
- 1990年（平成 2年） - 栃木県宇都宮市ロビンソン百貨店7階に宇都宮店を開店（平成15年閉店）
- 1994年（平成 6年） - 浦和市仲町1丁目に外商本部棟を新築。高野隆が4代目社長に。

## 店舗
- 本店（さいたま市浦和区） - 最寄：浦和駅。地下1Fから2Fの書籍売り場のほかに文具売り場を併設している。
- コルソ店（さいたま市浦和区、浦和コルソ4F） - 最寄：浦和駅（本店より駅に近い）。
- 武蔵浦和店（さいたま市南区、ライブタワー2F） - 最寄：武蔵浦和駅。
- 蕨店（蕨市） - 最寄：蕨駅。2016年（平成28年）12月5日閉店。
- 川口前川店（川口市、イオンモール川口前川3F） - 郊外型店舗（最寄:蕨駅）。
- アリオ川口店（川口市、アリオ川口3F） - 最寄：川口駅。
- 春日部店（春日部市、西武百貨店6F） - 最寄：春日部駅。西武百貨店春日部店閉店に伴い、2016年（平成28年）2月29日閉店。
- 熊谷店（熊谷市、八木橋百貨店8F） - 最寄：熊谷駅。
- ビーンズ武蔵浦和店 - 武蔵浦和駅駅ナカ店舗（店舗入口にはBooks Suharaya since 1876と表記されている）。（さいたま市南区）
- 須原屋外商部（さいたま市浦和区）